# Troilus en Cressida (toneelstuk)

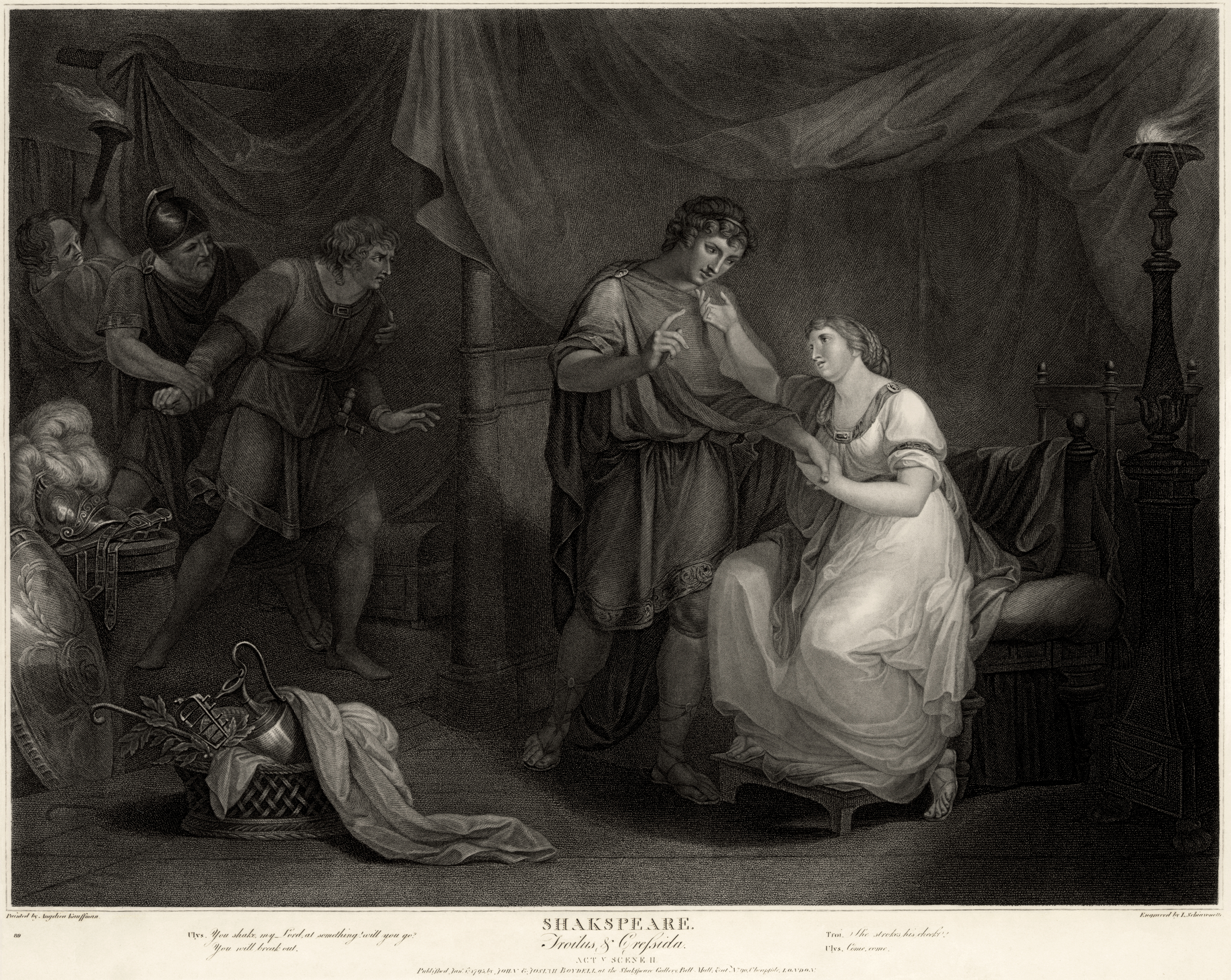
Troilus and Cressida, Act V, Scene II. Gravure uit 1795 van Luigi Schiavonetti, naar een schilderij van Angelica Kauffmann uit 1789

Troilus en Cressida (Engelse titel: Troilus and Cressida) is een toneelstuk van William Shakespeare. Het thema is ontleend aan het klassieke verhaal van het beleg van Troje in Homerus' Ilias en aan het gelijknamige 14e-eeuwse werk Troilus and Criseyde van Geoffrey Chaucer.
Het is vermoedelijk kort na de voltooiing van Hamlet geschreven. Men vermoedt dat het stuk dateert uit 1602. Twee aparte edities ervan werden gepubliceerd in 1609, beide in kwartoformaat.
Men weet niet zeker of het toneelstuk ook opgevoerd is in de theaters van toen, daar de twee edities elkaar op dit punt tegenspreken. De eerste editie verklaart op de titelpagina dat het stuk kortelings nog is opgevoerd, terwijl er in de tweede editie staat dat het om een totaal nieuw stuk gaat, dat nog nooit werd opgevoerd.
Het toneelstuk blijkt moeilijk in een bepaald genre te klasseren. Terwijl de gepubliceerde kwarto-editie het als een historisch stuk presenteert (The Famous Historie of Troylus and Cresseid), staat het echter in de First Folio als tragedie geklasseerd. De verwarring is totaal wanneer ook nog eens blijkt dat in de originele druk van de First Folio de bladzijden ongenummerd zijn. Shakespeare-geleerden geloven dat het toneelstuk op een later tijdstip is ingevoegd, waar er nog plaats was in de First Folio. Het stuk is niet wat men een conventionele tragedie zou noemen – de hoofdpersonages sterven niet – maar het heeft wel een triest einde, met de dood van een nobele Trojaan Hector, en het einde van de liefdesrelatie tussen Troilus en Cressida.

## Publicatie
Op 7 februari 1603 werd Troilus and Cressida ingeschreven in het Stationers' Register door drukker en verkoper James Roberts. Hij verklaarde dat het al was opgevoerd door de toneelgroep Lord Chamberlain's Men – tevens het toneelhuis waar Shakespeare bijna heel zijn carrière als acteur en toneelschrijver werkte. Na de inschrijving in het register volgde er nog geen onmiddellijke publicatie. Het zou tot 1609 duren voor de eerste uitgave werd gedrukt (dat gebeurde naar aanleiding van Richard Bonian en Henry Walley die het toneelstuk opnieuw registreerden in januari 1609).
Sommige Shakespearedeskundigen als de Deense Georg Brandes, specialist van de late 19e eeuw, hebben geprobeerd deze contradictie tussen de eerste editie en het vervolg in de tweede editie van het toneelstuk weg te werken. Brandes verklaarde dat het stuk gemaakt is gedurende de periode 1600–1602, maar dat het kort voor zijn eerste druk (1609) sterk aangepast is geweest.
Troilus and Cressida is geschreven in dezelfde periode (1605–1608) als King Lear, Coriolanus en Timon of Athens, en heeft daarmee ook een bittere toon gemeen. In die zin is de originele versie van het toneelstuk meer een romantische komedie van het type dat Shakespeare schreef rond 1600, zoals As You Like It en Twelfth Night. De latere aanpassing van het stuk maakt het geheel wat donkerder en tragischer.

## Structuur
Vanaf het begin van het toneelstuk worden de verwachtingen van het publiek constant tegengewerkt. Ondanks de proloog die de nadruk legt op militarisme, opent het stuk met een uitstel, en Troilus die oproept om hem te ontwapenen.
Hoewel het toneelstuk Troilus and Cressida heet, komt Cressida weinig op het toneel. Ondanks dat het toneelstuk zich afspeelt tijdens de Trojaanse Oorlog, zijn er bijna geen vechtscènes gedurende de eerste vier bedrijven. Enkel politiek gemanoeuvreer en kleine ruzies. De Griekse en Trojaanse helden zijn duidelijk verschillend van hun uitbeeldingen in de Homerische heldendichten.
Na de komische woordspelingen van de eerste vier bedrijven, verwacht men geen ruw vijfde bedrijf. Deze ervaring van het publiek wordt weerspiegeld in wat Agamemnon tegen zijn ontgoochelde generaals zegt over verwachtingen die steeds worden tegengewerkt:
The ample proposition that hope makes/In all designs../Fails in the promis'd largeness.

## Korte inhoud
Het stuk speelt zich af gedurende de Trojaanse Oorlog en kent twee verschillende verhaallijnen.
Troïlus, een prins van Troje, maakt Cressida het hof. Hij verklaart dan aan Cressida zijn eeuwige liefde, maar Cressida wordt omgeruild bij de Grieken voor een Trojaanse krijgsgevangene. Tijdens een poging om Cressida te bezoeken, ziet Troilus zijn liefje Cressida wat te vrijpostig omgaan met Diomedes. Gekwetst door wat hij gezien heeft in het kamp, komt hij boos tot het besluit dat Cressida wel een prostituee moet zijn en verbreekt het contact met haar.
De tweede verhaallijn is dat Nestor en Ulysses allerlei plannen smeden om de trotse Achilles ertoe over te halen aan de kant van de Grieken te vechten.
Het toneelstuk eindigt met een reeks gevechten, schermutselingen, tussen de twee kanten, en de dood van Hector

## Lijst van personages

### Trojanen
- Troilus, prins van Troje. De jongere broer van Hector en Paris, een dappere krijger en een eerzaam man. Hij is ook hopeloos verliefd op Cressida.
- Cressida, een mooie, jonge Trojaanse vrouw. Zij is de dochter van Calchas, een Trojaanse priester die overliep naar het Griekse kamp. Zij wordt de minnares van Troilus.
- Hector, een prins van Troje. De grootste strijder aan de Trojaanse kant en in kracht alleen maar geëvenaard door Achilles zelf. Hij is de held van zijn stad en wordt zelfs gerespecteerd door zijn vijanden.
- Paris, een prins van Troje. Zijn ontvoering van Helena, de vrouw van Menelaos, veroorzaakte de Trojaanse Oorlog.
- Aeneas, een commandant
- Andromache, Hectors vrouw
- Antenor, een Trojaans commandant die na zijn gevangenneming door de Grieken wordt uitgewisseld voor Cressida.
- Calchas, een Trojaanse priester die zich aansluit bij de Grieken
- Pandarus, Cressida's oom. Hij fungeert als een boodschapper tussen Troilus en Cressida, waarbij hij optreedt als een soort vrolijke, ontuchtige pooier voor zijn nichtje.
- Priamus, koning van Troje. Zijn kinderen zijn Cassandra, Hector, Troilus, Paris, Deïphobus, Helenus en Margarelon

### Grieken
- Achilles, de grootste van de Griekse krijgers, maar ook berucht om zijn wreedheid en arrogantie. Wegens gekwetste trots weigert hij in het begin aan de oorlog deel te nemen.
- Ajax, een Griekse krijger. Hij is even trots als Achilles, maar minder intelligent en minder bekwaam in de strijd.
- Diomedes, een Griekse commandant die Cressida verleidt.
- Helena, vrouw van Menelaus, leeft bij Paris
- Menelaus, koning van de Grieken en leider van de Griekse invasie. Hij is de broer van Agamemnon, en de verlaten echtgenoot van Helena.
- Nestor, de oudste van de Griekse bevelvoerders. Hij is wijs en welbespraakt
- Thersites, een lelijk en agressief persoon van de lagere klasse.
- Patroclus, vriend van Achilles, wordt ook voorgesteld als zijn minnaar.
- Ulysses (Odysseus), een van de Griekse bevelhebbers. Een zeer intelligente, filosofische man die bekendstaat om zijn sluwheid.

## Receptie en opvoeringsgeschiedenis
Troilus and Cressida wordt door sommigen beschouwd als een van Shakespeares probleemstukken, vooral het teleurstellende laatste bedrijf. Anderen beschouwen het als een experimenteel stuk, dat probeert te breken met de conventionele regels van het genre en beschouwen de personages gelijkaardig aan de personages in Hamlet.
Johann von Goethe noemde het werk Shakespeares verbeelding op zijn best.
Troilus and Cressida is nooit populair geweest op het podium, het is niet bekend of er tussen 1734 en 1898 ooit een opvoering is geweest. Tijdens de Engelse Restauratie werd het zelfs veroordeeld als een 'hoop rotzooi' door John Dryden en hij herschreef het toneelstuk. Het werd ook veroordeeld door de victoriaanse samenleving, omwille van de expliciete seksuele referenties in het toneelstuk. Het werd niet opgevoerd in zijn originele vorm tot in de vroege 20e eeuw. Sindsdien is het populairder geworden, door de cynische visie op de immoraliteit en desillusie van mensen, zeker na de Eerste Wereldoorlog. De populariteit bereikte een hoogtepunt in de jaren 1960, toen de publieke onvrede over de Vietnamoorlog toenam. De thema's in het toneelstuk (een lange periode van oorlog, het verbreken van een publieke eed, en het immorele gedrag tussen Cressida en de Grieken) kwamen sterk overeen met de onvrede bij de bevolking. Dit leidde tot de vele opvoeringen van dit toneelstuk, dat de kloof tussen ideaal en realiteit in de schijnwerpers plaatst.